# Cuité
Cet article possède un paronyme, voir Cuite.
Cuité est une ville brésilienne du nord-est de l'État de la Paraíba.
Sa population était estimée à 19 343 habitants en 2006. La municipalité s'étend sur 735 km2.